# Nectandra lundellii
Nectandra lundellii C.K.Allen – gatunek rośliny z rodziny wawrzynowatych (Lauraceae Juss.). Występuje naturalnie w południowej części Meksyku, w Belize, Gwatemali, Hondurasie oraz Nikaragui. 

## Morfologia
PokrójZimozielone drzewo dorastające do 35 m wysokości.
LiścieMają eliptyczny kształt. Mierzą 16–30 cm długości oraz 7–15 szerokości. Nasada liścia jest ostrokątna. Liść na brzegu jest całobrzegi. Wierzchołek jest spiczasty. Ogonek liściowy jest nagi i dorasta do 15–25 mm długości.
KwiatySą zebrane w wiechy. Rozwijają się w kątach pędów. Dorastają do 8–20 cm długości. Płatki okwiatu pojedynczego mają eliptyczny kształt i białą barwę. Są niepozorne – mierzą 2–4 mm średnicy.
OwoceMają elipsoidalny kształt. Osiągają 18–22 mm długości oraz 11–17 mm średnicy.

## Biologia i ekologia
Rośnie w lasach o dużej wilgotności. Występuje na wysokości do 500 m n.p.m.